# W. Somerset Maugham
William Somerset Maugham (IPA: /ˈmɔːm/), mer känd som W. Somerset Maugham, född 25 januari 1874 i Paris i Frankrike, död 16 december 1965 i Saint-Jean-Cap-Ferrat nära Nice, var en betydande brittisk dramatiker, roman- och novellförfattare.

## Biografi
W. Somerset Maugham föddes i Paris, fick sin skolutbildning i Canterbury och Heidelberg och studerade sedan medicin i London.
Under första världskriget var han hemlig agent i Ryssland; hans spionroman Ashenden or The British Agent (1928) bygger på denna erfarenhet.
Maugham skrev ofta om lite udda livsöden och situationer i exotisk miljö. Bland hans mest kända romaner märks Of Human Bondage (1915; "Människans slaveri") och The Moon and sixpence (1919: "Månen och silverslanten"). Hans verk var ofta lätta farser med bitande ironi och satir kombinerat med en sexuell frigjordhet i synen på relationer. Troligtvis påverkades han av sin uppväxt i Paris och av den nya franska samhällsandan. Somerset Maugham var själv bisexuell och hade genom livet relationer med både kvinnor och män, och i sina komedier drev han med pengar, giftermål, otrohet, skilsmässor och könsroller - främst i överklassmiljö. Han var på 1930-talet världens bäst betalda pjäsförfattare och en av de mest populära och spelade i Europa. 
I Sverige blev han populär redan tidigt under 1900-talets första årtionde på flera av Stockholms privatteatrar, tack vare Albert Ranft som tog upp Somerset Maughams pjäser på sin repertoar, främst på Vasateatern. Sedan följde även teatrar som Dramaten efter.
Komedin Home and Beauty (skriven 1917, uppförd 1919 i London och New York) översattes av Hugo Vallentin och spelades 1920 på Komediteatern i Stockholm med titeln Änkleken med bland andra Harriet Bosse i rollerna.